# Luca d'Alessandro
Luca d'Alessandro (Roma, 26 giugno 1965) è un ex politico italiano.

## Biografia
Giornalista professionista, iscritto all'Ordine dei Giornalisti del Lazio dal 1992. Comincia la sua carriera nel 1989 al quotidiano il Giornale di Indro Montanelli, dove si occupa di cronaca e politica giudiziaria. Nel 1999 diventa caporedattore del quotidiano e settimanale giuridico “Diritto e giustizia”, edito dalla Giuffré. Nel 2000 viene chiamato da Vittorio Feltri a far parte della squadra di giornalisti che daranno vita al quotidiano “Libero”, del quale diventa capo della redazione romana. Nel gennaio 2002, approda a palazzo Chigi, entrando a far parte dell’ufficio del portavoce del presidente del Consiglio, Silvio Berlusconi. A novembre del 2003 diventa capo ufficio stampa di Forza Italia. Incarico che manterrà fino al 2016.
Alle elezioni politiche del 2008 è candidato alla Camera dei Deputati nelle liste del Popolo della Libertà nella circoscrizione Puglia, risultando il primo dei non eletti.
Subentra alla Camera il 7 novembre 2011, in sostituzione del defunto Pietro Franzoso.
Alle elezioni politiche del 2013 viene rieletto deputato della XVII legislatura della Repubblica Italiana nella circoscrizione Campania 2 per il Popolo della Libertà.
Membro della Commissione Giustizia,è relatore della legge sul divorzio breve, che riduce da tre a un anno il tempo per ottenere la cessazione degli effetti civili del matrimonio. 
Il 16 novembre 2013, con la sospensione delle attività del Popolo della Libertà, aderisce a Forza Italia.
Il 4 luglio 2015, insieme ai colleghi di Forza Italia Monica Faenzi, Massimo Parisi e Giovanni Mottola vota a favore della Riforma della Buona Scuola proposta dal Governo Renzi nonostante la contrarietà del suo partito.
Alla fine del luglio del 2015 abbandona Forza Italia ed aderisce ad Alleanza Liberalpopolare-Autonomie (ALA), progetto di Denis Verdini che mira a raccogliere tutti quei parlamentari che vogliono sostenere la riforma costituzionale e la legge elettorale proposte da Matteo Renzi, in prosecuzione del patto del Nazareno, fra Pd e Forza Italia.
Per tale motivo il 23 settembre 2015 lascia anche il gruppo parlamentare di Forza Italia alla Camera, per passare, assieme ad altri sette deputati ex FI che hanno aderito ad ALA (Massimo Parisi, Francesco Saverio Romano, Ignazio Abrignani, Giuseppe Galati, Giovanni Mottola, Monica Faenzi, Giorgio Lainati) al gruppo misto; il giorno successivo costituisce con gli altri sei deputati di ALA la componente interna al gruppo misto "Alleanza Liberalpopolare Autonomie (ALA) - Movimento Associativo Italiani all'Estero (MAIE)".
Il 13 ottobre 2016, infine, assieme agli altri sette deputati di ALA, abbandona il gruppo misto per aderire al nuovo gruppo parlamentare di maggioranza "Scelta Civica-ALA per la Costituente Liberale e Popolare-MAIE", nato dall'unione di Alleanza Liberalpopolare-Autonomie, Scelta Civica di Enrico Zanetti e il MAIE. Non si ricandida alle politiche del 2018, il 23 ottobre di quell’anno è stato nominato portavoce del presidente del gruppo di Forza Italia al Senato, incarico cessato il 31 dicembre 2018.
Attualmente svolge attività di consulenza in materia di relazioni esterne e istituzionali.